# Nikki Sixx
Nikki Sixx (eredeti nevén Franklin Carlton Serafino Feranna) (San José, Kalifornia, 1958. december 11. –) amerikai basszusgitáros, dalszövegíró, és zenei producer (pl.: Marion Raven, Meat Loaf, Saliva) valamint divattervező (Royal Underground), fényképész és író.  Fő dalszövegírója volt a glam metal zenekarnak a Mötley Crüe-nak, valamint játszott a szintén glam metal London-ben, az 58-ben, a hard rock Brides of Destruction-ben valamint jelenleg Dj Ashba-val és James Michael-el a Sixx:A.M.-ben.

## Fiatalkora
Apja, Frank Ferrana korán elhagyta a családot, ezt követően anyja, Deana Richards és annak barátja nevelte fel. Hatévesen anyjával egy rövid időre Új-Mexikóba költöztek, majd nagyszüleivel együtt az idahó-i Jerom-ba.
Fiatal korában olyan zenéket hallgatott mint a Deep Purple, Harry Nilsson, The Beatles, The Rolling Stones, Elton John, Queen, majd később felfedezte a  T.Rex-et David Bowiet és  a Slade zenekarokat. 
Miközben Idahóban élt Sixx-ből igazi vandál lett: betört a szomszédokhoz, bolti lopásokban vett részt, valamint kicsapták az iskolából, mert drogot árult. A család ezt követően még számos alkalommal költözött (El Paso, Anthony). Nagyszülei elküldték az anyjához Seattle-be, hogy vele éljen. Rövid ideig ott is élt, és megtanult basszusgitározni, miután megvette az első hangszerét egy lopott gitárért kapott pénzen.

## Karrierje

### Korai karrier, Sister, London (1975–1979)
17 évesen önállósította magát és átköltözött Los Angeles-be, ahol  egy italboltban kezdett dolgozni és porszívók telefonos értékesítésével foglalkozott, valamint bandák meghallgatásaira járt. Ezek után beszállt a Sister nevű zenekarba, miután válaszolt egy újságban talált hirdetésre, ahol basszusgitárost kerestek. Nem sokkal később, miután felvettek egy demót, Sixx-et kirúgták a bandából Lizzie Grey-jel együtt.
Sixx és Grey nem sokkal később megalapították a London nevű zenekart 1978-ban. Ezalatt az idő alatt  változtatta meg a nevét hivatalosan is Nikki Sixx-re. Sokadszori tagcsere után bevették a bandába az egykori Mott the Hoople énekesét, Nigel Benjamint, akivel felvettek egy 16 számból álló demót is Burbankben. Benjamin távozása után, sokadszori sikertelen helyettesítést követően ő is kiszállt a bandából.

### Mötley Crüe (1981–)
1981-ben Nikki megalapította a zenekart a dobos Tommy Lee-vel. Később csatlakozott hozzájuk a gitáros, Mick Mars, egy helyi újság álláshirdetése útján,és az énekes Vince Neil, aki Tommyval járt egy középiskolába. A zenekar felvette a debütáló albumukat, a Too Fast for Love-ot, ami később, 1981 novemberében ki lett adva a zenekar saját, Leathür Records nevű kiadója által. Miután leszerződtek az Elektra Recordshoz, az albumot ismételten kiadták. A zenekar ezután felvette, és kiadta a Shout at the Devil című albumukat, ami nemzetközi sikereket hozott nekik. Ezek után még 3 albumot felvettek a 80-as években, a Theatre of Pain-t 1985-ben, a Girls Girls Girls-t 1987-ben, és a Dr. Feelgood-ot 1989 szeptemberében. Ez utóbbi a legsikeresebb albumuk lett, 114 hétig maradt a slágerlistákon a megjelenést követően.
Ezalatt az idő alatt Nikki rászokott a heroinra. Ahogy a Heroin naplókban is mondta: "Alkohol, bélyeg, kokain... ezek csak afférok voltak. Mikor találkoztam a heroinnal, az volt az igazi szerelem." Állítása szerint féltucatszor adagolta túl magát.
Miután kiadták a válogatás albumukat, a Decade of Decadence-t 1991-ben, Vince Neil kiszállt a bandából, a helyére pedig John Corabi került. Egy, saját névre hallgató albumot adtak ki vele 1994-ben, mielőtt kirúgták 1996-ban. Ezek után visszavették Vince-t, akivel kiadták a Generation Swine albumot 1997-ben.
1999-ben Tommy kiszállt a bandából, hogy megalapítsa a Methods of Mayhem-et. Az egykor Ozzy Osbournenál doboló Randy Castillo vette át a helyét, akivel kiadak egy új albumot 2000-ben New Tattoo címmel. The group went on hiatus soon after before reuniting in 2004, during which Sixx declared himself sober. 2001-ben megjelent az önéletrajzi könyvük, The Dirt címmel, ami a világ leghírhedtebb zenekaraként mutatja be őket. A könyv bekerült az első 10 hely közé a  The New York Times Best Seller listáján, és 10 hétig rajta is maradt.
2006-ban a Mötley Crüe ismét összeállt egy turné során, a 4 eredeti taggal, és az Aerosmith-el közösen, aminek a neve The Route of All Evil lett. 2008. áprilisában a banda bejelentette az első Crüe Fest-et, egy nyári turnét, ami többek között bemutatta Nikki másik bandáját, a Sixx:A.M.-et, a Buckcherry-t, a Papa Roach-ot, és a Trapt nevű zenekart. 2008. június 24-én kiadták a kilencedik, és egyben legutolsó albumukat, a Saints of Los Angelest-t, amin Nikki feltűnik minden zeneszámban szerző, illetve társszerző formájában. A zenekar 2015. december 31-én adta utolsó búcsúkoncertjét a Los Angelesi Staples centerben.

### 58 (2000)
2000-ben Nikki megalapította az internet alapú mellékprojektjét, Dave Darling producerrel, és a gitáros Steve Gibb-el (ex Black Label Society, Crowbar tag) valamint a dobos  Bucket Baker-el. Egy kislemezt adtak ki "Piece of Candy" címmel,és a debütáló albumukat, Diet for a New America címen, Nikki Americoma kiadóján, és a Beyond Recordson keresztül.  A banda nem turnézott, és Nikki csak egy művészi megnyilvánulásként tartotta számon.

### Brides of Destruction (2002–2004)
A Brides of Destruction-t Nikki Sixx and Tracii Guns-al alapította Los Angelesben, 2002-ben. Kezdetben a nevük Cockstar volt, és mivel a Mötley akkoriban épp nem játszott sehol, Traci pedig kilépett az L.A. Guns.-ból, Nikki meghívta az egykori Beautiful Creatures gitárosát, DJ Ashba -t, hogy csatlakozzon hozzájuk, de ő elutasította, mondván, hogy a szólózenekarára szeretne koncentrálni. Ashba végül csatlakozott Nikkihez a Sixx:A.M.-be.

## Magyarul megjelent művei
- Nikki Sixx–Ian Gittins: A heroin-naplók. Egy összetört rocksztár életének egy éve; ford. Szabó Ádám; Cartaphilus, Bp., 2008
- Az első 21; ford. Varga Attila; Cser, Bp, 2023